# Międzynarodowy Komitet Sportu Robotniczego
Międzynarodowy Komitet Sportu Robotniczego – założona w 1946 roku w Brukseli organizacja sportowa zrzeszająca 14 organizacji sportu robotniczego, które powiązane były z partiami socjaldemokratycznymi ówczesnej Europy Zachodniej i Izraela. Obecnie liczy 35 członków. Międzynarodowy Komitet Sportu Robotniczego deklarował, że był kontynuatorem działań Socjalistycznej Międzynarodówki Sportu Robotniczego. 